# Liste des BB 7600
Cette page est une annexe aux articles BB 7200 et BB 7600.

La liste des BB 7600 recense les éléments du parc de BB 7600, matériel roulant de la Société nationale des chemins de fer français (SNCF).

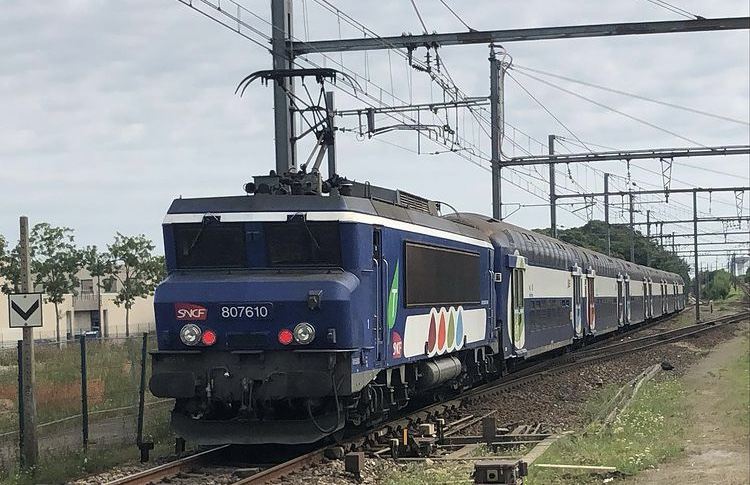
BB 7600 en gare de La Verrière.

## État du matériel
Les BB 7600 étaient gérées par la Supervision technique de flotte (STF) « Transilien ligne N et U + Paris-Chartres »,.
| BB 7600 | Date de mise en service | Date de radiation | Livrée     | STF | Activité | Numéro d'origine |
| ------- | ----------------------- | ----------------- | ---------- | --- | -------- | ---------------- |
| BB 7601 | 14 mars 2012            | 28 septembre 2021 | Transilien |     |          | BB 7312          |
| BB 7602 | 14 mars 2012            | 10 mars 2022      | Transilien |     |          | BB 7314          |
| BB 7603 | 1er juin 2012           | 7 décembre 2021   | Transilien |     |          | BB 7331          |
| BB 7604 | 1er juin 2012           | 28 mars 2022      | Transilien |     |          | BB 7335          |
| BB 7605 | 1er juin 2012           | 4 novembre 2021   | Transilien |     |          | BB 7325          |
| BB 7606 | 1er juin 2012           | 26 novembre 2021  | Transilien |     |          | BB 7339          |
| BB 7607 | 1er juin 2012           | 19 novembre 2021  | Transilien |     |          | BB 7342          |
| BB 7608 | 1er juin 2012           | 10 mars 2022      | Transilien |     |          | BB 7326          |
| BB 7609 | 1er juin 2012           | 26 octobre 2021   | Transilien |     |          | BB 7330          |
| BB 7610 | 14 mars 2012            | 4 janvier 2022    | Transilien |     |          | BB 7332          |
| BB 7611 | 1er juin 2012           | 19 novembre 2021  | Transilien |     |          | BB 7341          |
| BB 7612 | 1er juin 2012           | 18 novembre 2021  | Transilien |     |          | BB 7311          |
| BB 7613 | 1er juin 2012           | 31 août 2021      | Transilien |     |          | BB 7327          |
| BB 7614 | 1er juin 2012           | 31 août 2021      | Transilien |     |          | BB 7337          |